# Macrocera aegaea
Macrocera aegaea is een muggensoort uit de familie van de Keroplatidae. De wetenschappelijke naam van de soort is voor het eerst geldig gepubliceerd in 1969 door Matile.